# Odontoptila
Odontoptila is een geslacht van vlinders van de familie spanners (Geometridae), uit de onderfamilie Sterrhinae.

## Soorten
- O. brunnea Warren, 1897
- O. elaeoides Prout, 1920
- O. klagesi Warren, 1901
- O. mimica Dognin, 1902
- O. obrimo Druce, 1892
- O. subviridis Warren, 1904